# Zbigniew Ludwiniak
Zbigniew Ludwiniak (ur. 4 marca 1963) – polski kolarz szosowy, wielokrotny mistrz Polski w szosowym wyścigu drużynowym.
Był zawodnikiem klubów Romet Bydgoszcz i Legia Warszawa, trenował go m.in. Andrzej Trochanowski. W 1986 wystąpił w mistrzostwach świata, zajmując 71 m. w wyścigu szosowym ze startu wspólnego oraz 9 m. w wyścigu drużynowym. Pięciokrotnie był mistrzem Polski w szosowym wyścigu drużynowym (1984–1986, 1988 i 1990), a raz zdobył w tej konkurencji srebro (1987). Dwukrotnie zdobywał wicemistrzostwo Polski w wyścigu parami (1983 i 1986 - w obu występach z Markiem Leśniewskim). W 1986 zajął drugie miejsce w Tour de Pologne, wygrywając przy tym dwa etapy. W tym samym roku wystąpił w barwach reprezentacji Polski w Vuelta a España, ale nie ukończył wyścigu. Swój ostatni większy sukces odniósł w 1991 wygrywając wyścig o Puchar Ministra Obrony Narodowej. W 1995 zakończył karierę i następnie pracował w Legii jako trener i dyrektor sportowy grupy zawodowej.